# بالگردگاه ترسکو
بالگردگاه ترسکو (به انگلیسی: Tresco Heliport) یک فرودگاه همگانی با کد یاتا TSO است. این فرودگاه در کشور انگلستان قرار دارد و در ارتفاع ۶ متری از سطح دریا واقع شده‌است.

## شرکت‌های هواپیمایی و مقصدهای پروازی
| شرکت‌های هواپیمایی                 | مقصدهای پروازی                            |
| --------------------------------- | ----------------------------------------- |
| British International Helicopters | Penzance, St Mary's (ended ۳۱ اکتبر ۲۰۱۲) |